# Listă de teritorii dependente după continent
Pe lângă statele independente, în lume există și multe teritorii (state) dependente de acestea.

## Africa
| Drapel | Nume scurt și oficial | Nume în limbile oficiale | Țara — metropolă                    |
| ------ | --- | --- | ----------------------------------- |
|        | João de Lisboa și Dos Romeiros dos Castilhãos - Teritoriul Incert al Insulelor João de Lisboa și Dos Romeiros dos Castilhãos | - engleză: João de Lisboa and Dos Romeiros dos Castilhãos Islands - The Uncertain Territory of João de Lisboa and Dos Romeiros dos Castilhãos Islands | Regatul Unit revendicare anterioară |
|        | Mayotte - Colectivitatea de peste Mări Mayotte                                                                               | - franceză: Mayotte - La Colectivité d'outre-mer de Mayotte                                                                                           | Franța                              |
|        | Reuniunii - Departamentul de peste Mări Insula Reuniunii                                                                     | - franceză: La Réunion - Departement d'outre-mer de la Réunion                                                                                        | Franța                              |
|        | Sfânta Elena - Teritoriul Britanic de Peste Mări Sfânta Elena                                                                | - engleză: Saint Helena - The British Overseas Territory of Saint Helena                                                                              | Regatul Unit                        |
|        | Sfântul Matei - Teritoriul Incert al Insulei Sfântul Matei                                                                   | - engleză: Saint Mattew - The Uncertain Territory of Saint Mattew Island                                                                              | Regatul Unit revendicare anterioară |

## America de Nord
| Drapel | Nume scurt și oficial                                                              | Nume în limbile oficiale | Țara — metropolă                    |
| ------ | ---------------------------------------------------------------------------------- | --- | ----------------------------------- |
|        | Anguilla - Teritoriul Britanic de peste Mări Anguilla                              | - engleză: Anguilla - British Overseas Territory of Anguilla                                                                 | Regatul Unit                        |
|        | Aruba - Teritoriul Insular Aruba                                                   | - neerlandeză: Aruba - Aruba Eiland                                                                                          | Țările de Jos                       |
|        | Bermude - Insulele Bermude                                                         | - engleză: Bermuda - Bermuda Islands                                                                                         | Regatul Unit                        |
|        | Cayman - Insulele Cayman                                                           | - engleză: Cayman - Cayman Islands                                                                                           | Regatul Unit                        |
|        | Groenlanda - Teritoriul Autonom Groenlanda                                         | - groenlandeză: Kalaallit Nunaat - Kalaallit Nunaat - daneză: Grønland - Grønland                                            | Danemarca                           |
|        | Guadelupa - Departamentul de peste Mări Guadelupa                                  | - franceză: Guadeloupe - Département D'outre-mer Guadeloupe                                                                  | Franța                              |
|        | Jacquet - Teritoriul Incert al Insulei Jacquet                                     | - engleză: Jacquet - The Uncertain Territory of Jacquet                                                                      | Regatul Unit revendicare anterioară |
|        | Martinica - Departamentul de peste Mări Martinica                                  | - franceză: Martinique - Département D'outre-mer Martinique                                                                  | Franța                              |
|        | Montserrat - Teritoriul Britanic de peste Mări Montserrat                          | - engleză: Montserrat - British Overseas Territory of Montserrat                                                             | Regatul Unit                        |
|        | Navassa - Teritoriul neîncorporat Navassa                                          | - engleză: Navassa - Unincorporated Territory of Navassa                                                                     | Statele Unite ale Americii          |
|        | Saba - Insula Saba                                                                 | - neerlandeză: Saba - Eilandgebied Saba - engleză: Saba - Island territory of Saba                                           | Țările de Jos                       |
|        | Sfântul Bartolomeu - Colectivitatea de peste mări Sfântul Bartolomeu               | - Franceză: Saint-Barthélemy - Collectivité d'outre-mer Saint-Barthélemy                                                     | Franța                              |
|        | Sfântul Eustache - Teritoriul Insular Sfântul Eustache                             | - neerlandeză: Sint Eustatius - Eilandgebied Sint Eustatius - engleză: Saint Eustatius - Island Territory of Saint Eustatius | Țările de Jos                       |
|        | Sfântul Martin (Saint-Martin) - Colectivitatea de peste mări Sfântul Martin        | - Franceză: Saint-Martin - Collectivité d'outre-mer Saint-Martin                                                             | Franța                              |
|        | Sfântul Martin (Sint Maarten) - Teritoriul Insular Sfântul Martin                  | - neerlandeză: Sint Maarten - Eilandgebied Sint Maarten - engleză: Saint Martin - Island Territory of Sint Maarten           | Țările de Jos                       |
|        | Sfîntul Petru și Miquelon - Colectivitatea de peste Mări Sfîntul Petru și Miquelon | - franceză: Saint-Pierre et Miquelon - Collectivité d'outre-mer Saint-Pierre et Miquelon                                     | Franța                              |
|        | Turks și Caicos - Teritoriul Britanic de peste Mări Turks și Caicos                | - engleză: Turks and Caicos Islands - British Overseas Territory of Turks and Caicos Islands                                 | Regatul Unit                        |
|        | Virgine Americane - Insulele Virgine Americane                                     | - engleză: Virgin islands - United States Virgin Islands                                                                     | Statele Unite ale Americii          |
|        | Virgine Britanice - Insulele Virgine Britanice                                     | - engleză: British Virgin Islands - British Virgin Islands                                                                   | Regatul Unit                        |

## America de Sud
| Drapel | Nume scurt și oficial                                         | Nume în limbile oficiale                                                                             | Țara — metropolă                    |
| ------ | ------------------------------------------------------------- | --- | ----------------------------------- |
|        | Ascensión - Teritoriul Britanic de Peste Mări Ascensión       | - engleză: Ascension/Wideawake Island - The British Overseas Territory of Ascension/Wideawake Island | Sfânta Elena                        |
|        | Guyana Franceză - Departamentul de peste Mări Guyana          | - franceză: Guyane Française - Departement d'outre-mer de la Guyane                                  | Franța                              |
|        | Malvine - Teritoriul Britanic de Peste Mări Insulele Falkland | - engleză: Falkland Islands - The British Overseas Territory of Falkland Island                      | Regatul Unit                        |
|        | Saxemberg - Teritoriul Incert al Insulei Saxemberg            | - engleză: Saxemberg Island - The Uncertain Territory of Saxemberg Island                            | Regatul Unit revendicare anterioară |

## Antarctica
| Drapel | Nume scurt și oficial                                                            | Nume în limbile oficiale                                                                                                | Țara — metropolă |
| ------ | -------------------------------------------------------------------------------- | --- | --- |
|        | Bouvet - Insula Bouvet                                                           | - norvegiană: Bouvetøya - Bouvetøya                                                                                     | Norvegia |
|        | Dougherty - Teritoriul Incert al Insulelor Dougherty                             | - engleză: Dougherty Islands - The Uncertain Territory of Dougherty Islands                                             | Regatul Unit revendicare anterioară |
|        | Emerald - Teritoriul Incert al Insulei Emerald                                   | - engleză: Emerald Island - The Uncertain Territory of Emerald Island                                                   | Regatul Unit revendicare anterioară |
|        | Georgia de Sud - Teritoriul Britanic de peste Mări Georgia de Sud                | - engleză: South Georgia - The British Overseas Territory of South Georgia Island                                       | Regatul Unit |
|        | Gough - Teritoriul Gough                                                         | - engleză: Gough Island - Territory of Gough Island                                                                     | Tristan da Cunha |
|        | Heard și McDonald - Teritoriul Insulei Heard și al Insulelor McDonald            | - engleză: Heard and McDonald - Territory of Heard Island and McDonald Islands                                          | Australia |
|        | Macquarie - Teritoriul Insulei Macquarie                                         | - engleză: Macquarie Island - Territory of Macquarie Island                                                             | Australia |
|        | Marion - Insula Marion                                                           | - afrikaans: Marion - Marion Eiland - engleză: Marion - Marion Island                                                   | Africa de Sud |
|        | Nimrod - Teritoriul Incert al Insulelor Nimrod                                   | - engleză: Nimrod Islands - The Uncertain Territory of Nimrod Islands                                                   | Regatul Unit revendicare anterioară |
|        | Orkney de Sud - Teritoriul Insulelor Orkney de Sud                               | - engleză: South Orkney Islands - Territory of South Orkney Islands                                                     | Zona Antarctică Britanică |
|        | Petru I - Insula Petru I                                                         | - norvegiană: Peter I - Peter I Øy                                                                                      | Norvegia |
|        | Prințul Eduard - Insula Prințul Eduard                                           | - afrikaans: Prins Edward - Prins Edward Eiland - engleză: Prince Edward - Prince Edward Island                         | Africa de Sud |
|        | Royal Company - Teritoriul Incert al Insulelor Royal Company                     | - engleză: Royal Company Islands - The Uncertain Territory of Royal Company Islands                                     | Regatul Unit revendicare anterioară |
|        | Sandwich de Sud - Teritoriul Insulelor Sandwich de Sud                           | - engleză: South Sandwich Islands - Territory of South Sandwich Islands                                                 | Georgia de Sud |
|        | Teritoriile Australe Franceze - Teritoriile Australe Franceze                    | - franceză: Terres Australes françaises - Terres Australes françaises                                                   | Franța |
|        | Tristan da Cunha - Teritoriul Britanic de Peste Mări Tristan da Cunha            | - engleză: Tristan da Cunha - The British Overseas Territory of Tristan da Cunha                                        | Sfânta Elena |
|        | Zona Antarctică Argentiniană - Zona Antarctică Argentiniană                      | - spaniolă: Zona Antártica Argentiniana - Zona Antártica Argentiniana                                                   | Argentina |
|        | Zona Antarctică Australiană - Zona Antarctică Australiană                        | - engleză: Australian Antarctic Zone - Australian Antarctic Zone                                                        | Australia |
|        | Zona Antarctică Braziliană - Zona Antarctică Braziliană                          | - portugheză: Zona Antártica Brasileira - Zona Antártica Brasileira                                                     | Brazilia |
|        | Zona Antarctică Britanică - Zona Antarctică Britanică                            | - engleză: British Antarctic Zone - British Antarctic Zone                                                              | Regatul Unit |
|        | Zona Antarctică Chiliană - Zona Antarctică Chiliană/Teritoriul Antarctic Chilian | - spaniolă: Antártica Chilena - Zona Antártica Chilena/Teritorio Antártico Chileno                                      | Chile |
|        | Zona Antarctică Neozeelandeză - Zona Antarctică Neozeelandeză/Dependența Ross    | - engleză: New Zealand Antarctic Zone - New Zealand Antarctic Zone/Ross Dependency                                      | Noua Zeelandă |
|        | Zona Antarctică Neutră - Zona Antarctică Neutră                                  | - engleză: Neutral Antarctica - Neutral Antarctic Zone - rusă: Нейтральная Антарктика - Нейтральная Антарктическая Зона | Teritoriul Zonei Antarctice Neutre ,momentan nu este revendicat.Există însă unele pretenții teritorile asupra lui din partea S.U.A. , Rusiei , Japoniei și altele |
|        | Zona Antarctică Norvegiană - Zona Antarctică Norvegiană/Țara Reginei Maud        | - norvegiană: Dronning Mauds Land - Dronning Mauds Land                                                                 | Norvegia |

## Asia
| Drapel | Nume scurt și oficial                                                                | Nume în limbile oficiale | Țara — metropolă |
| ------ | ------------------------------------------------------------------------------------ | --- | ---------------- |
|        | Christmas - Teritoriul Insulei Christmas                                             | - engleză: Christmas Island - Territory of Christmas Island                                                                                | Australia        |
|        | Cocos - Teritoriul Insulelor Cocos                                                   | - engleză: Cocos (Keeling) Islands - Territory of Cocos (Keeling) Islands                                                                  | Australia        |
|        | Macão - Regiunea administrativă specială Macao (Àomén) a Republicii Populare Chineze | - chineză: 澳門 - 中華人民共和國澳門特別行政區 - portugheză: Macão - Região Administrativa Especial de Macão da República Popular da China | Portugalia China |
|        | Teritoriul Britanic din Oceanul Indian - Teritoriul Britanic din Oceanul Indian      | - engleză: British Indian Ocean Territory - British Indian Ocean Territory                                                                 | Regatul Unit     |

## Australia
| Drapel | Nume scurt și oficial                                                             | Nume în limbile oficiale                                                                                   | Țara — metropolă        |
| ------ | --------------------------------------------------------------------------------- | --- | ----------------------- |
|        | Ashmore și Cartier - Teritoriul Insulelor Ashmore și Cartier                      | - engleză: Ashmore and Cartier - Ashmore and Cartier Islands Territory                                     | Australia               |
|        | De Witt și Maatsuyker - Teritoriul Insulelor De Witt și Maatsuyker                | - engleză: De Witt and Maatsuyker - De Witt and Maatsuyker Islands Territory                               | Australia               |
|        | Dorre, Bernier și Dirk Hartog - Teritoriul Insulelor Dorre,Bernier și Dirk Hartog | - engleză: Dorre, Bernier and Dirk Hartog - Dorre, Bernier and Dirk Hartog Islands Territory               | Australia               |
|        | Elizabeth și Middleton - Teritoriul Atolilor Elizabeth și Middleton               | - engleză: Elizabeth and Middleton - Elizabeth and Middleton Reefs Territory                               | Insulele Mării de Coral |
|        | Hybernia - Teritoriul Insulelor Hybernia                                          | - engleză: Hybernia Reef - The Territory of Hybernia Reef                                                  | Australia               |
|        | Lord Howe - Teritoriul neîncoporat al Insulei Lord Howe                           | - engleză: Lord Howe - The unincorporated area of Lord Howe Island                                         | Australia               |
|        | Mării de Coral - Teritoriul Insulelor Mării de Coral                              | - engleză: Coral Sea Islands - Coral Sea Islands Territory                                                 | Australia               |
|        | Norfolk - Teritoriul Insulei Norfolk                                              | - engleză: Norfolk Island - Territory of Norfolk Island - norfuk: Norfuk Ailen - Territory of Norfuk Ailen | Australia               |

## Europa
| Drapel | Nume scurt și oficial                                              | Nume în limbile oficiale | Țara — metropolă |
| ------ | ------------------------------------------------------------------ | --- | ---------------- |
|        | Alderney - Alderney                                                | - engleză: Alderney - franceză: Aurigny - normandă (Auregnais): Aoeur'gny                                                                                                 | Guernsey         |
|        | Athos - Statul Teocrat al Sfîntului Munte Athos                    | - greacă: Άγιον Όρος - Αυτόνομη Μοναστική Πολιτεία Αγίου Όρους | Grecia           |
|        | Åland - Insulele Åland                                             | - suedeză: Åland - Åland Landskapet - finlandeză: Ahvenanmaa | Finlanda         |
|        | Brecqhou - Brecqhou                                                | - engleză: Brecqhou - franceză: Brechou | Guernsey         |
|        | Dekelia și Akrotiri - Bazele militare suverane Dekelia și Akrotiri | - engleză: Dekelia and Akrotiri - Sovereign Base Areas of Dhekelia and Akrotiri - greacă: Ακρωτήρι και η Δεκέλεια - Ακρωτήρι και η Δεκέλεια βαςα                          | Regatul Unit     |
|        | Færøerne - Insulele Færøerne                                       | - færoeză: Føroyar - Før oyar - daneză: Færøerne - Fær øerne | Danemarca        |
|        | Gibraltar - Teritoriul Gibraltar                                   | - engleză: Gibraltar - The territory of Gibraltar | Regatul Unit     |
|        | Guernsey - Bailiwickul Guernsey                                    | - engleză: Guernsey - The Bailiwick of Guernsey - franceză: Guernesey - Bailliage de Guernesey - normandă (Guernésiais sau Dgèrnésiais): Guernési - Bailliage dé Guernési | Regatul Unit     |
|        | Herm - Herm                                                        | - engleză: Herm - franceză: Herm - normandă (Guernésiais sau Dgèrnésiais): Haerme                                                                                         | Guernsey         |
|        | Jan Mayen - Insula Jan Mayen                                       | - norvegiană: Jan Mayen - Jan Mayen øy | Norvegia         |
|        | Jersey - Bailiwickul Jersey                                        | - engleză: Jersey - The Bailiwick of Jersey - franceză: Jersey - Bailliage de Jersey - normandă (Jèrriais): Jèrri - Bailliage dé Jèrri                                    | Regatul Unit     |
|        | Man - Insula Man                                                   | - manx: Mannin - Ellan Vannin - engleză: Mann - Isle of Man | Regatul Unit     |
|        | Sark - Sark                                                        | - engleză: Sark - franceză: Sercq - normandă (Sercquiais): Sèr | Guernsey         |
|        | Svalbard - Arhipelagul Svalbard                                    | - norvegianâ: Svalbard - Svalbard øygruppe | Norvegia         |

## Oceania
| Drapel | Nume scurt și oficial                                                                            | Nume în limbile oficiale | Țara — metropolă                                                      |
| ------ | ------------------------------------------------------------------------------------------------ | --- | --------------------------------------------------------------------- |
|        | Cook - Insulele Cook                                                                             | - engleză: Cook - Cook Islands - maori: Kūki - Kūki 'Āirani | Noua Zeelandă                                                         |
|        | Ernest Legouvé și Maria Theresa - Teritoriul Incert al Insulelor Ernest Legouvé și Maria Theresa | - engleză: Ernest Legouvé and Maria Theresa - The Uncertain Territory of Ernest Legouvé and Maria Theresa Islands - franceză: Ernest Legouvé et Tabor - Le Territoire Incertain des Îles Ernest Legouvé et Tabor | Regatul Unit (revendicare anterioară) Franța (revendicare anterioară) |
|        | Guam - Teritoriul Guam                                                                           | - chamorro Guåhån - Guåhån - engleză: Guam - Territory of Guam | Statele Unite ale Americii                                            |
|        | Howland și Baker - Teritoriul Insulelor Howland și Baker                                         | - engleză: Howland and Baker - The Territory of Howland and Baker Islands | Statele Unite ale Americii                                            |
|        | Jarvis - Insula Jarvis                                                                           | - engleză: Jarvis - Jarvis Island | Statele Unite ale Americii                                            |
|        | Johnston - Atolul Johnston                                                                       | - engleză: Johnston - Johnston Atoll | Statele Unite ale Americii                                            |
|        | Jupiter, Wachusett și Rangitiki - Teritoriul Incert al Recifilor Jupiter, Wachusett și Rangitiki | - engleză: Jupiter, Wachusett și Rangitiki - The Uncertain Territory of Jupiter, Wachusett și Rangitiki Reefs | Regatul Unit (revendicare anterioară)                                 |
|        | Kingman - Reciful Kingman                                                                        | - engleză: Kingman - Kingman Reef | Statele Unite ale Americii                                            |
|        | Krusenstern - Teritoriul Incert Krusenstern                                                      | - engleză: Krusenstern - The Uncertain Territory of Krusenstern Island | Regatul Unit (revendicare anterioară)                                 |
|        | Mariane de Nord - Colectivitatea Insulelor Mariane de Nord                                       | - mariană: Islas Mariånas - Sankattan Siha Na Islas Mariånas - engleză: Northern Mariana - The Commonwealth of the Northern Mariana Islands                                                                      | Statele Unite ale Americii                                            |
|        | Midway - Teritoriul Neîncorporat al Insulelor Midway                                             | - engleză: Midway - The Unincorporated Area of Midway Atolls - hawaiiană: Pihemanu - Pihemanu Kauihelani | Statele Unite ale Americii                                            |
|        | Niue - Statul Liber Asociat Niue                                                                 | - engleză: Niue - The Free Associated State of Niue - niueană : Niuē - Niuē Fekai | Noua Zeelandă                                                         |
|        | Noua Caledonie - Colectivitatea de peste Mări Noua Caledonie                                     | - franceză: Nouvelle-Calédonie - Collectivité D'outre-mer de la Nouvelle-Calédonie | Franța                                                                |
|        | Palmyra - Atolul Palmyra                                                                         | - engleză: Palmyra - Palmyra Atoll | Statele Unite ale Americii                                            |
|        | Pasiunii - Insula Pasiunii                                                                       | - franceză: Île de la Passion - Île de la Passion | Polinezia Franceză                                                    |
|        | Pitcairn - Grupul de Insule Pitcairn                                                             | - engleză: Pitcairn - Pitcairn Islands Group - pitcairneză Pitkern - Pitkern Ilan Group | Regatul Unit                                                          |
|        | Polinezia Franceză - Teritoriul de peste Mări Polinezia Franceză                                 | - franceză: Polynésie Française - Le Pays D'outre-mer de Polynésie Française - polieziană: Pōrīnetia Farāni - Pōrīnetia Farāni                                                                                   | Franța                                                                |
|        | Samoa Americană - Samoa Americană                                                                | - samoană: Sāmoa Amelika - Sāmoa Amelika - engleză: American Samoa - American Samoa | Statele Unite ale Americii                                            |
|        | Schjetman - Teritoriul Incert al Recifului Schjetman                                             | - engleză: Schjetman - The Uncertain Territory of Schjetman Reef | Regatul Unit (revendicare anterioară)                                 |
|        | Tokelau - Insulele Tokelau                                                                       | - engleză: Tokelau - Tokeleau Islands | Noua Zeelandă                                                         |
|        | Ville de Toulouse - Stânca Ville de Toulouse                                                     | - engleză: Ville de Toulouse - Ville de Toulouse Rock | Regatul Unit (revendicare anterioară)                                 |
|        | Wake - Insulele Wake                                                                             | - engleză: Wake - Wake Islands | Statele Unite ale Americii                                            |
|        | Wallis și Futuna - Colectivitatea Insulelor Wallis și Futuna                                     | - franceză: Wallis et Futuna - Collectivité des Îles Wallis-et-Futuna | Franța                                                                |